# Елвил
Елвил (фр. Helleville) је насељено место у Француској у региону Доња Нормандија, у департману Манш.
По подацима из 2011. године у општини је живело 458 становника, а густина насељености је износила 77,89 становника/km².

## Демографија
| 1962. | 1968. | 1975. | 1982. | 1990. | 2011. |
| ----- | ----- | ----- | ----- | ----- | ----- |
| 243   | 254   | 219   | 211   | 289   | 458   |